# Herb gminy Gozdowo
Herb gminy Gozdowo – jeden z symboli gminy Gozdowo, ustanowiony 19 maja 2004

## Wygląd i symbolika
Herb przedstawia na tarczy koloru błękitnego srebrną lilię ze złotym spojeniem (herb Gozdawa i symbol Maryi), a pod nią złoto-srebrny pług koleśny (nawiązujący do gospodarki gminy).